# Palacio del Marqués de Sant Josep
El palacio del marqués de Sant Josep es un edificio palaciego situado en la localidad de Otos, en la comarca del Valle de Albaida perteneciente a la Comunidad Valenciana.

## Historia
El palacio fue construido por Joan Nunyes, marqués de Sant Josep y señor de Sant Pere y Guadasequies, cuando adquirió la baronía de Otos en 1725.
Los antiguos barones mantuvieron la propiedad del edificio hasta que, en la segunda mitad del siglo XIX, el último marqués de Sant Josep perdió el palacio jugando en el casino de Montecarlo. El ganador se desplazó a Otos para buscar un comprador, encontrándolo en una de las personas más ricas del pueblo, Francesc Vicent Olivares i Castell. Lo heredó Silví Olivares i Ordinyana del cual pasó a su hija, que era invidente y lo legó a la ONCE. Desde los años ochenta, el ayuntamiento de la población ha mantenido negociaciones con la organización de ciegos para la restauración del palacio y su uso como bien público. Finalmente, después de su adquisición y restauración es la sede del ayuntamiento de Otos.

## Descripción

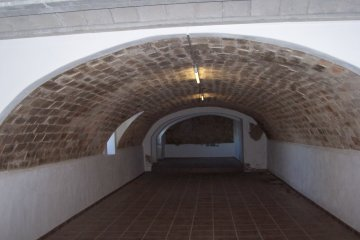
Bodega del palacio.

Se trata de un palacio barroco con aspecto de casa grande y cúbica (22,7 x 17,8 m.), con una torre adosada a un ángulo posterior (4,4 x 5,8 m.) que tiene una función más bien simbólica, puesto que en el interior hay una escalera que comunica los distintos niveles del edificio.
Tiene un patio cuadrangular (5,2 x 6,6 m), que sigue la tradición de los palacios valencianos, con dos arcos rebajados abiertos en la planta baja. En la planta noble se localizan varios aposentos sin decoración remarcable. En los sótanos hay una bodega bien conservada. El tercer piso es la cámara, situada bajo tejado.
En la fachada del palacio destaca la portalada dintelada de un tamaño considerable, trabajada con piedra blanca y redondeada formando una ligera convexidad en su parte interior. En medio del dintel hay un espacio destinado para las armas del señor pero que no se realizó. Tres balcones correspondientes a la planta noble se abren en la fachada, donde también hay un reloj de sol y un retablo de baldosas de cerámica que representa la Santísima Trinidad.
El edificio está coronado con una galería de dieciocho arquillos de medio punto, separados por pilastras dóricas con entablamento de friso corrido en la parte superior, y molduras decorativas en la parte inferior.